# Exsudoporus frostii
Exsudoporus frostii is een boleet uit de familie Boletaceae. Alhoewel hij rood van kleur is, is hij gewoon eetbaar en is algemeen verkrijgbaar op markten in Mexico.

## Leefgebied
Boletus frostii komt voor in Noord- en Midden-Amerika.